# MGG Brasil
O Millenium.GG - antigo Versus - estreou em 2017 e é um dos maiores sites especializados em Esports e games do Brasil. Vertical da Webedia Brasil, o portal é líder de audiência no país junto ao IGN Brasil, segundo o Comscore.  Fonte de notícias e conteúdo no universo de games e esportes eletrônicos,  o portal conta com quase 890 mil visitantes únicos por mês (Google Analytics) e quase 1.5 milhão de seguidores e inscritos em suas redes sociais (Facebook, Instagram, Youtube,Twitch, TikTok). A grade de programação mantém o programa Quick Play, contando com um perfil de público majoritariamente masculino e de jovens entre 18 e 24 anos.

## Histórico
O MGG chegou ao Brasil em 2017, com o nome Versus, sendo hospedado dentro do IGN Brasil, para atender as demandas dos fãs de Esports e com o patrocínio das marcas Acer, Fanta, HyperX e Samsung.
Em 2018, o MGG produziu junto com a Webedia Brasil a Etapa Classificatória do Mundial de FIFA 18. Durante aquele ano, o portal também fez a transmissão do Hearthstone Old Spice Tournament, que era produzido pelo IGN Brasil. O site foi responsável também pela curadoria e produção da seção de games na Geek&Game Rio Festival 2018 (GGRF). Em setembro o portal anunciou o lançamento do reality “Ultimate Legends Training”, patrocinado pela Gilette e que estreou em novembro daquele ano. O MGG fez também sua primeira participação na BGS daquele ano. 
Durante o mês do orgulho LGBTQIA+, em 2019, o MGG lançou o mini-doc “LGBTQIA+: ESPORTS DE TODAS AS CORES - A IMPORTÂNCIA DA REPRESENTATIVIDADE“, com grandes personalidades dos Esports como Henrytado, Samira Close e Olga. No mês seguinte, em parceria com o  canal Cartoon, produziu o Network ToonTubers League – Overwatch Challenge, inaugurando seu primeiro estúdio de transmissão de Esport. O portal lançou ainda a Websérie “A Cultura dos Esports”, onde foram apresentadas profissões que acabaram popularizadas com os torneios de jogos eletrônicos. 
O ano de 2020 começou com o lançamento do documentário “Sim, Nós Jogamos” falando sobre o papel majoritário das mulheres nos games. Com a chegada da pandemia de Covid-19, o portal optou por colocar uma grade composta por programas remotos e lives. O portal também foi responsável por cobrir a 7ª edição do Logitech G Challenge, tanto no site quanto em suas redes sociais.

#### Foi em outubro deste ano que o site deixou de se chamar Versus e passou a ser MGG Brasil[15]- abreviação de Millenium.GG -, porém mantendo a linha editorial focada em Esports.
O início de 2021 se deu com o torneio Digio Desafio Hearthstone que reuniu 8 jogadores profissionais convidados para a disputa de um prêmio total de R$ 20 mil, onde o MGG, foi responsável pela transmissão nos seus canais no Youtube, Twitch e Facebook. Em junho, o portal também transmitiu o torneio de Call of Duty em parceria com a Dell. Em outubro o MGG exibiu a segunda temporada do reality ULT em suas plataformas de YouTube, Twitch e Facebook. O programa contou com o patrocínio de marcas como Coca-Cola, Trident e Subway e também com apoio das marcas de tecnologia Logitech e Geonav.
Em janeiro de 2022 aconteceu a segunda temporada do Dell Pro Series Call of Duty, com 25 trios que disputaram por R$50 mil em prêmios. O campeonato contou com uma transmissão ao vivo dos casters Neves, Ogro, Pimenta Rosa e Alice Gobbi nos canais MGG Brasil (Youtube, Twitch e Facebook). Em julho, o Dell Pro Series retornou para terceira temporada, mas dessa vez com Fortnite como jogo de escolha. Nessa temporada, 60 jogadores competiram durante 3 dias pelo prêmio de R$50 mil. Em agosto, o MGG Brasil fez a primeira transmissão pelo TikTok do Evolution Championship Series, EVO, que aconteceu em Nevada, Las Vegas.